# 藍牆

「蓝墙」州份在1992年至2024年投票给民主黨。浅蓝色州份在2016年、2024年投票给共和黨。

藍牆（blue wall）是指1992年至2012年美國總統選舉時，民主黨連續取勝的18個州和哥倫比亞特區。
2016年美國總統選舉，藍牆被認為將有助於民主黨候選人希拉里·克林顿取勝，但最終共和黨候選人唐納·川普贏得藍牆中的三州（密歇根州、賓夕法尼亞州、威斯康辛州）以及緬-2區而勝選。
2020年美國總統選舉，除了緬-2區的一票外，藍牆其餘三州一併被民主黨候選人乔·拜登奪回而勝選，成為川普角逐連任失敗的主因。
2024年美國總統選舉，川普再次贏得密歇根州、賓夕法尼亞州、威斯康辛州以及緬-2區而勝選，使藍牆州分的定義不再穩定蓋括轉向搖擺州的賓、密、威三州。

## 外部連結
- The Detroit News: Mich. GOP eyes plan for cracking 'blue wall' （页面存档备份，存于）